# 柳州胡颓子
柳州胡颓子（学名：Elaeagnus liuzhouensis）为胡颓子科胡颓子属下的一个种。

## 扩展阅读
- 維基物種上的相關：柳州胡颓子